# Montalto delle Marche
Montalto delle Marche è un comune italiano di 1 836 abitanti della provincia di Ascoli Piceno nelle Marche.

## Geografia fisica
Il comune di Montalto delle Marche è sito nella fascia collinare che va dalla costa Adriatica alla Catena dei Sibillini, ad una distanza percorribile in venti minuti, sia dal mare sia dalla montagna. Il territorio comunale nelle sue caratteristiche morfologiche, si estende su una superficie di 34 km² con un'altezza di 513 m s.l.m.
La composizione abitativa è strutturata in un insediamento centrale, costituito da Montalto capoluogo e tre frazioni: Porchia, Patrignone e un consistente agglomerato urbano in contrada Lago (in zona Valdaso). Le frazioni di Porchia e Patrignone sono paesi di origine medievale con parti di mura di cinta e torri ancora esistenti, un tempo comuni autonomi.
Nel capoluogo Montalto delle Marche sono ben conservate tre porte di ingresso al paese, nonché l'intero borgo medievale, che si suddivide in tre zone principali: il Cassero, la Peracchia e piazza Umberto I.

## Storia
Il territorio era frequentato già nella preistoria: nel Museo Civico sono raccolti numerosi reperti del neolitico (6.000 a.C.) e della cultura appenninica (2.500 a.C.), picena (VII secolo a.C.), romana e successive. Nel XIV secolo le comunità locali si organizzano nei liberi comuni di Montalto, Patrignone, Porchia.
Nel 1418 Montalto elegge autonomamente il Podestà e nel XV secolo è terra di Consulta dove si tengono le sedute del Presidato Farfense, all'interno dello Stato Pontificio.
Dal 1586, su volontà del pontefice Sisto V (originario di Montalto) la città è sede del Presidato omonimo che comprendeva 13 comuni (Stato di Montalto). Per volere del Papa, inoltre, viene fondata una Zecca.
Nel 1798, durante l'invasione francese, Montalto insorge contro l'esercito napoleonico: il vescovo mons. Castiglioni, futuro papa Pio VIII, sarà arrestato per ordine di Napoleone e deportato a Mantova.
Con la restaurazione del 1816, Montalto diviene Capoluogo di distretto e include i Governi di Amandola, Offida, Ripatransone e dal 1832, quello di San Benedetto del Tronto. Il Presidato di Montalto verrà infine soppresso definitivamente nel 1861 con la fine dello Stato Pontificio e l'Unità d'Italia.

## Monumenti e luoghi d'interesse

### Architetture religiose
- Concattedrale di Santa Maria Assunta
- Chiesa di Sant'Agostino
- Chiesa di Santa Maria in Viminatu (loc. Patrignone)
- Chiesa di Santa Lucia a Porchia, che conserva all’altare maggiore la tela raffigurante la Madonna con Bambino e S.Giovanni Battista, S.Sebastiano, S. Caterina di Alessandria e S.Lucia di Vincenzo Pagani e, nella cripta, un affresco con una Natività, già attribuito allo stesso Pagani ed oggi assegnato alla mano di Francesco Fantone da Norcia, datato 1515 nell'iscrizione in basso.[4]
- Oratorio della Madonna di Reggio (Beata Vergine della Ghiara)
- Chiesa della Madonna Tonna
- Chiesa dell'Annunziata

### Architetture civili
- Palazzo Sacconi
- Palazzo Paradisi e Chiesa San Pietro
- Palazzo Pasqualini
- Palazzo del Governatore dello Stato di Montalto (ora Municipio)

## Società

### Evoluzione demografica
Abitanti censiti

## Cultura

### Biblioteche

#### Archivi Storici (Montalto, ex comuni di Patrignone e Porchia)
Vi sono conservati pregevoli antichi documenti tutti restaurati, oltre 350 pergamene di cui la più antica un Breve Recordationis del 1170, il Castrum Vetustior del 1320 e i manoscritti di Felice Peretti. Al suo interno, una biblioteca storica con numerose cinquecentine e pregevoli edizioni storiche curata dal Centro Studi "Sisto V".

### Musei

#### Museo Archeologico di Montalto
Il museo è ospitato nel palazzo dei Presidi fatto costruire da papa Sisto V tra il 1587-1588 come sede al governo dello Stato di Montalto. Anticamente questi locali costituivano la residenza del capo delle guardie carcerarie e sono collegati direttamente con il piano superiore oggi sede del Museo delle Carceri.
L'ingresso al museo si trova in piazza Umberto I, 12. Le collezioni del Museo archeologico raccolgono reperti delle epoche preistoriche, paleocristiana, del periodo piceno e del periodo romano.

#### Museo delle Carceri
Situato all'interno delle antiche carceri del Presidato Sistino, il Museo delle Carceri del Presidato Sistino ha al suo interno essenziali arredi ricostruiti sulla base di un Inventarium del 1604 che unitamente ai graffiti e ai disegni dei reclusi sulle pareti delle celle, contribuiscono al recupero della dimensione storica dell’ambiente. Al suo interno è installato un impianto fonico con cui si raccontano le storie autentiche dei carcerati drammatizzate da una compagnia teatrale. Per oltre quattro secoli attraverso questa struttura carceraria sono transitati rei di fatti delittuosi talvolta compiuti con gli stessi oggetti del quotidiano lavoro agricolo trasmutati in pericolose armi di offesa: un rastrello, una falce, ma anche persone povere, carcerate per debiti contratti in conseguenza di carestie, epidemie ecc.

#### Museo Sistino Vescovile
Presso il Seminario vescovile (Diocesi di San Benedetto-Ripatransone-Montalto), l'archivio del capitolo, con i preziosi documenti dell'antica diocesi di Montalto creata da Sisto V

#### Pinacoteca Civica
La pinacoteca è ubicata all’ultimo piano del palazzo municipale. Vi sono raccolti paramenti, dipinti ed opere di vario genere salvate dalla dispersione e tutte sistematicamente restaurate. Tra le opere più interessanti: arredi e abiti dei Magistrati (chiamati Priori) della fine del '500, la collezione di medaglie d’oro che papa Sisto V volle a corredo del loro abbigliamento; il quattrino della zecca di Montalto; alcuni dipinti a soggetto sacro del XVII – XVIII secolo; una serie di ritratti, tra cui quelli di papa Sisto V e di sua sorella Camilla Peretti; una porta della città del XVII secolo in legno intagliato detta Porta dei Leoni; un raro dipinto ad olio su rame raffigurante l'Adorazione dei Magi del XVII secolo; raccolta di fotografie storiche di Montalto e del territorio della fine dell’800 e dei primi del '900; in una stanza è stato ricomposto lo studio dell’arch. Giuseppe Sacconi, autore dell'Altare della Patria a Roma. È divisa in quattro sale principali (Montalto/Sistina, Patrignone, Porchia, Valdaso) a significare l’unità territoriale delle 4 comunità che attualmente costituiscono il comune di Montalto.

#### Museo Etnografico "l'acqua, la terra, la tela"
Il museo etno-antropologico denominato “L’ACQUA, LA TERRA, LA TELA” è allestito nel sottosuolo del palazzo municipale . Gli ambienti offrono una suggestiva architettura, con volte reali, archi, un antico pozzo per l’acqua nonché, nel sottosuolo, un piccolo labirinto di grotte con incroci di cunicoli a volta. Gli oggetti e gli attrezzi depositati, in perfetto stato di conservazione e restaurati, sono illustrati da pannelli descrittivi a carattere didattico: le pale di un mulino, i telai, il carro, gli aratri, i gioghi ecc.

## Economia

### Artigianato
Tra le attività economiche più tradizionali, diffuse e attive vi sono quelle artigianali, come l'arte del merletto rinomata in tutta Italia.

## Eventi e associazioni
Nella città esistono molte associazioni attive, tra cui la Pro Loco Montalto delle Marche, l'Associazione Giovanile "MyClan" e l'Associazione "Streghe e Folletti".

### La Notte delle Streghe e dei Folletti
Ideata e allestita per la prima volta nell'Agosto del 1991 dalla Pro Loco, "La Notte delle Streghe e dei Folletti" è l'evento caratteristico di Montalto delle Marche. Si svolge ogni anno, il 12-13-14 agosto, grazie all'organizzazione dell'Associazione "Streghe e Folletti". Nell'entroterra piceno, rivivono, nell'incanto delle fiabe, streghe e folletti, nel suggestivo centro storico, tra vicoli e piazzette della cittadina, fino al rogo della strega.

### Associazione Giovanile Montaltese "MyClan"
Fondata dai ragazzi di Montalto delle Marche il 1º aprile 2010, l'Associazione Giovanile Montaltese, meglio nota con il nome "MyClan", è una delle associazioni più attive del territorio. Organizza numerosi eventi (tornei sportivi, mostre, presentazioni di libri, concerti, party a tema), oltre alla festa patronale di San Vito martire e alla "Casserata. Una Sagra del Cassero", che si tiene tutti gli anni nel terzo fine settimana di luglio.

### Coro "La Cordata"
Il coro "La Cordata" di Montalto delle Marche è un coro di ispirazione alpina e popolare di sole voci maschili. Nato nel 1984, al 1988 organizza il Festival degli Appennini, ospitando il meglio della coralità popolare.

## Amministrazione
| Periodo        | Periodo        | Primo cittadino   | Partito                    | Carica  | Note  |
| -------------- | -------------- | ----------------- | -------------------------- | ------- | ----- |
| 4 giugno 1985  | 20 maggio 1990 | Raffaele Tassotti | Democrazia Cristiana       | Sindaco | [ 7 ] |
| 20 maggio 1990 | 24 aprile 1995 | Raffaele Tassotti | Democrazia Cristiana       | Sindaco | [ 7 ] |
| 24 aprile 1995 | 14 giugno 1999 | Raffaele Tassotti | Centro                     | Sindaco | [ 7 ] |
| 14 giugno 1999 | 14 giugno 2004 | Raffaele Tassotti | Lista civica               | Sindaco | [ 7 ] |
| 14 giugno 2004 | 8 giugno 2009  | Guido Mastrosani  | Lista civica               | Sindaco | [ 7 ] |
| 8 giugno 2009  | 26 maggio 2014 | Guido Mastrosani  | Lista civica Democratica   | Sindaco | [ 7 ] |
| 26 maggio 2014 | 27 maggio 2019 | Raffaele Tassotti | Lista civica Montalto viva | Sindaco | [ 7 ] |
| 27 maggio 2019 | 10 giugno 2024 | Daniel Matricardi | Lista civica               | Sindaco | [ 7 ] |
| 10 giugno 2024 | in carica      | Daniel Matricardi | Lista civica Montalto viva | Sindaco | [ 7 ] |

### Gemellaggi
- Montreuil-le-Gast

## Sport

### Motocross
In contrada Lugugnano è attiva dal 2001 una pista di motocross (Lugugnano Cross Park) conosciuta a livello internazionale, che richiama molti piloti sia amatoriali che professionisti.È anche attiva una scuola di motocross e una squadra corse (Lmt Racing Team) che pratica agonismo sia a livello regionale che nazionale.

### Calcio
La squadra della città è F.C. Real Montalto 1979 che milita nel girone D marchigiano di Prima categoria. È nato nel 1979. I colori sociali sono il giallo ed il rosso ed ha un vasto seguito, tra i giovani del Paese.
Vedi anche la frazione Porchia

### Tennis
Dal 2012 è stato ripristinato il circolo tennistico "Il Salice" un campo in terra rossa che ha visto crescere gli appassionati di questo sport del comune piceno.